# 今井夏帆
今井 夏帆（いまい かほ）は、日本のAV女優。アローズ所属。

## 略歴
2019年1月、SODクリエイトの「青春時代」レーベル専属女優としてAVデビュー。
2019年4月より専属を離れ、企画単体女優となる。その後ギャル系女優としてブレイク。
2020年8月、月刊FANZA発表2020年上半期AV女優ランキング11位獲得。
AVライターのくろがね阿礼は「黒ギャルの皮を被った花魁」と評している。
2021年8月発表「読者300人が選んだ FLASH 2021セクシー女優ランキング」読者投票63位。2021年9月、トリプルHAPPYキャンペーン2021キャンペーンガール就任。
2022年9月2日、HHHグループによる「トリプルHAPPYキャンペーン2022」キャンペーンガール就任。
自身のファンクラブにて2023年1月末でのAV女優としての活動休止を発表した。

## 人物
- 宮崎県日南市出身[1]。
- 趣味・特技はサーフィン、ボディボード、BBQ、バスケットボール[1]。

## 出演作品

### アダルトDVD
- 君に、焦がされ注意。 今井夏帆 19歳 SOD専属 AVデビュー（1月24日、SODクリエイト）
- デビュー前の初々しい素人時代に撮影した超貴重蔵出しSEXを収録! 3レーベルから厳選大放出! SOD専属女優たちの「これが本当の初撮り」映像集SP! 総勢15名! 8時間2枚組（2月7日、SODクリエイト）
- 君に、焦がされ注意。 青春汁まみれ みずみずしくフレッシュな身体から汁、汗、潮、精子が弾け飛ぶ! 高波注意のどっぴゅん青春14発!!（2月21日、SODクリエイト）
- 絶倫中年オヤジが撮ったGカップ日焼け娘とSEX三昧 ヤリまくり射精しまくり 温泉旅行映像 計10発射（3月21日、SODクリエイト）
- 射精しても騎乗位やめない! またがり追撃で何度もイカせる絶倫ちゃんAVデビュー!!（4月19日、kira☆kira）※「夏帆」名義
- 透 SUKESUKE 02（5月3日、SUKESUKE）
- 完全プライベート映像 最強スタイル新人ギャル女優今井夏帆と初めての二人きり泥酔ラブホハシゴお泊まり（5月7日、パコパコ団とゆかいな仲間たち）
- 渋谷道玄坂発!! 日焼け巨乳ギャルを超悶絶させる性感★覚醒オイルマッサージ（5月13日、E-BODY）
- 大嫌いなオヤジ相手なのに乳首いじられ痙攣イキ! 絶対にイクって認めない! チクビ早漏制服日焼けギャルとSEXしまくった記録ビデオ（5月19日、kira☆kira）※「かほ」名義
- 日焼け乳は超敏感!! おっぱい性感刺激オイルマッサージ（5月19日、OPPAI）
- 絶対にナマで連射させてくれる連続中出しソープ（5月25日、本中）
- 私、実は夫の上司に犯され続けてます…（6月13日、溜池ゴロー）
- #円交（6月14日、S級素人）※「夏帆」名義
- 田舎の日焼け家出ギャルを自宅に連れ帰りSEX強要!ナマイキな敏感乳首をイジると感度崩壊!ガクガク失禁マ●コに生パコ中出し!（6月19日、kira☆kira）※「夏帆」名義
- 【エロ肉注意】 健康的な褐色肌でパイパン娘! 肉感巨乳のドスケベボディーと変態性交!（6月19日、チキチキカマー）
- ナンパJAPAN検証企画! 女子大生限定! 友情vs.性欲 男女の友達同士がラブホで二人きり! 絶対にポロリしちゃう極小マイクロビキニ姿でドキドキ素股ミッション! お互いの股間はヒートアップして我慢できずにそのまま騎乗位セックスしちゃうのか!? 過激モニタリング!（6月25日、ナンパJAPAN）※「さや」名義
- Gカップ黒ギャル制服女子に変態調教して20発中出しした記録（7月1日、変態紳士倶楽部）
- 生意気オイルメイドと中出し同棲生活（7月7日、BeFree）
- 妻の会社の飲み会ビデオ 22 社宅ご入居事務員新妻編（7月7日、JET映像）
- 巨乳女子大生ばかりに声をかけオッパイの重さ量らせてくれませんか? 先に10000g達成したチームが賞金Get! 「揉んで揺らして舐めて挟むおっぱい開発でバストアップする」とアドバイスされた女子たちはそれ以上の事も、、、（7月13日、はじめ企画）
- 120%リアルガチ軟派伝説 vol.74 in 池袋（7月19日、プレステージ）
- 男だらけの健康診断で女性は1人だけ! 男のフリして受診できますか? 街で声をかけた美巨乳女子大生がノーブラトランクス姿で会場潜入! 赤面羞恥の公開セクハラ検診（7月25日、SODクリエイト）
- 素人最強令和ギャル発見!生電話中にイタズラ仕掛けたら、あっちからチ●コ求めてきた!（7月25日、SODクリエイト）
- 「40歳を過ぎた私の初めての中出し相手は見舞いに来てくれた姪っ子ヤンキーJ○でした」 VOL.1（7月25日、DANDY）
- NEW黒ギャルビッチな射精管理 ゴム1ダース分12発連続射精したら13発目はご褒美中出し（7月25日、ROCKET）
- ピッチピチのビキニギャル限定! 海の家ナンパ! ラブホにお持ち帰りして即日乱交パーティー!!（7月25日、ナンパJAPAN）
- 通りすがりのAV女優 14 【ココロココニアラズ編】（7月27日、HMJM）
- ヌードデッサンモデルの高額アルバイトでやってきた人妻さんに男根挿入して種付けSEXするビデオ 02（8月8日、熟女LABO）※「美恵」名義
- アスリートSEX解禁! 欲求不満なGカップ現役体育大生おねだり中出しヌルヌルSEX!（8月9日、クリスタル映像）
- ガチナンパ! 番外編! エロい女子の友達もエロいのか!? 紹介で繋がるおねだり巨乳女子の輪! 総イキ136回!15射精!（8月15日、ナンパーズ）
- 都合のいい愛人ギャル オヤジ大好きねっちょりSEXを求めるビッチと朝まで中出し不倫（8月19日、kira☆kira）
- 『夏ぐらいはハメを外して楽しい思い出を作りたい!』と思っている夏祭りでナンパ待ちしている浮かれた浴衣女子を家飲みに誘ったら簡単についてきたけどまさかのエッチはする気無し!! 『えっウソでしょ??何、お高くとまってるの?当然、ヤルに決まってるでしょう!?』とちょっと強引に迫ったり、調子良くお酒を飲ませたら徐々にガードが緩くなり結局、なし崩し的に簡単にヤレちゃう女の子たちでした…。（8月19日、お夜食カンパニー）
- 都合のいい愛人ギャル オヤジ大好きねっちょりSEXを求めるビッチと朝まで中出し不倫（8月19日、kira☆kira）
- 炎天下に更衣室のドアがロック! 暑さで汗が噴き出る部活女子が媚薬まで飲まされ脳まで溶けちゃう汁まみれSEX!（8月27日、FIRST STAR）
- 親父の再婚で突然できたギャル妹の無頓着パンチラに我慢できず黒尻バック中出し（9月1日、MOODYZ）
- 巨乳水着ギャルばかりを狙う海の家ナンパエステ 16（9月1日、変態紳士倶楽部）
- 完全盗撮 同じアパートに住む美人妻2人と仲良くなって部屋に連れ込んでめちゃくちゃセックスした件。 其の35（9月1日、変態紳士倶楽部）
- 一般男女モニタリングAV しごいてしゃぶってヌキまくり!! 渋谷のギャル女子大生が無数に生えた壁ち○ぽの即ヌキに挑戦! フル勃起ち○ぽに囲まれ「ち○ぽの数…やばwww」とはしゃぎながらもオマ○コが濡れてしまったパリピ女子はザーメンまみれでノンストップ射精SEX! 総発射49発!（9月7日、ディープス）※「じゅり」名義
- 親族相姦 きれいな叔母さん（9月7日、VENUS）
- 彼女が四日間実家に帰省している間、彼女のお姉さんと夢中で中出ししまくった（9月7日、BeFree）
- 原宿竹下通りでバイトする巨乳ギャルが野外露出SEXでヤリマンオナホビッチ堕ち!!（9月7日、山と空）※「かほ」名義
- 日本代表NTR スポーツバーで観戦中にドサクサにまぎれて揉みまくられた僕の彼女 3（9月7日、JET映像）
- 白濁化が進む黒ギャルの名器（9月13日、バルタン）
- ファミレスのウブ女子バイト店員は店長からの連日繰り返される執拗な乳首責めセクハラに、いつしか乳首が疼いて疼いてムラムラが収まらず、自分から乳首セクハラを求めてしまう!（9月19日、アパッチ）
- 熟女連れ込み!他人棒と遊ぶ人妻 盗撮ドキュメントのすべて 6 〜長身!爆乳!健康的な日焼け奥さん〜（9月19日、熟女プライベート）※「みさえ」名義
- 下乳誘惑 2 友達の姉を性的な目で見ていたら視線に気付かれてしまい謝ろうとしたら逆に微笑みながら下乳色仕掛けで誘惑されて…（9月20日、DOC）
- 「もうイッてるから…」 童貞の僕をからかい挑発パンチラしてくるJ○妹をガムシャラピストンでイカせまくり!VOL.2（9月20日、DOC）
- 女子大生限定 飲み会後、部屋にお持ち帰り盗撮 そして黙ってAVへ 【no.30】 痴女、大人系女子大生編（9月25日、お持ち帰り）※「ゆな」名義
- 「常に性交」ビキニマッサージ 8 巨乳超密着騎乗位フルコース(撮りおろし125分)+豪華セラピスト9名(総集編230分) 2枚組合計355分収録!（9月26日、SODクリエイト）
- 現役ナースが身動き取れない童貞患者を優しくセックス看護! 献身的で優しい騎乗位で童貞筆下ろしSEX! 2（9月27日、DOC）
- 声出しちゃダメ… 蠢感のビューティーヘアソロン♡ 誘惑♡美容室（10月4日、ドリームチケット）
- 友達と飲み会後、終電を逃して家に泊めた親友の彼女。 2 言葉巧みに口説いて、朝まで何度も…エッチをしたくなるくらいボクにハマっちゃいました!（10月7日、お夜食カンパニー）
- 北関東方面への一泊二日の地方出張で会社の経費削減の一環でツインの相部屋で現地泊する事になってしまった女上司と絶倫部下（10月7日、JET映像）
- Gカップ黒ギャル かほりん(20歳) 完全プライベート撮影（10月11日、S級素人）
- 神視点で垣間見る、夫と妻の日常性交 〜Le sexe habituel du mari et de la femme〜（10月11日、ヒメゴト）
- ゲスの極み映像 ギャル35人目（10月11日、フルセイル）
- 素人男女モニタリング実験でゲッツ!! 制服少女×EDリーマン J●8名に仕事ストレスでインポになってしまったサラリーマンふにゃチンをエナメルグローブ手コキ・パイズリ・足コキ・ベロチュー手コキなどで回春マッサージしてもらったらどうなる!?（10月11日、ゲッツ!!）
- やばめオフパコ見せてやるよw2STRONG  2.褐色ギャルかほちん(J●) オレのタダマン個撮（10月11日、STRAWBERRY CATS GOLD）
- 義父と嫁、密着中出し交尾（10月17日、グローリークエスト）
- オフィスOL追いかけ回し中出し痴漢（10月19日、アパッチ）
- 黒ギャルになった同級生と3年ぶりの再会。日焼け巨乳に興奮しそのまま生でハメまくったサイコーの思い出（10月19日、kira☆kira）
- 桃色かぞく VOL.9 姉はこっそり僕の夢精汁を飲み続けていた。（10月24日、SODクリエイト）
- 緊縛監禁中出し孕ませ調教（10月24日、アイエナジー）
- びしょ濡れ女子●生雨宿り強制わいせつ 5（10月25日、TMA）
- 生意気な女子●生に抵抗され睨まれ罵倒されながら無理矢理犯す教師（10月25日、TMA）
- ナンパTV×PRESTIGE PREMIUM 20（10月25日、プレステージ）
- J○ノーブラとびっこ散歩!! リモバイの刺激に乳首コリコリ胸ポッチ! 街中で恥じらい本気イキ!? 3（10月25日、DOC）
- 大早漏で追撃セルフイラマ 〜3連射するまで喉奥で咥え込む最狂口淫〜（10月25日、SEX Agent）
- 上司の奥様を孕ませ中出しレ×プ（10月25日、人妻花園劇場）
- ワケあり美少女の\裏バイト。 03（11月1日、プレステージ）
- パンストの誘惑（11月1日、プラネットプラス）
- ブルマ知ってる?もっと見たいんでしょエッチ。 お姉ちゃんが女子学生時代のブルマを見つけて、なつかしく面白がって穿いていたけど、ブルマ尻がキツキツパンパンでエロい!ブルマ尻にコスコスしたらお互いに発情した。（11月7日、SWITCH）
- 【着衣爆乳】思わずRECしたくなる着衣爆乳おっぱい（11月7日、unfinished）※「夏帆」名義
- 肉食系巨乳女子サークルpresents 中出し大好き♡ vlog（11月8日、S級素人）
- 会員制秘密ポワゾン愛人倶楽部（11月8日、BAZOOKA）
- 普段妻に頭が上がらないボク今日も年上の妻にクンニを強いられてます だがそれがいい（11月8日、ヒメゴト）
- 素人男女モニタリング実験でゲッツ!! 友達同士の彼氏と彼女を入れ替えてNTR検証!! 親友の彼氏と2人きりの密室でAV鑑賞させたらどうなる!?エロ動画で思わず勃起しちゃった友彼チ◎ポにムラムラしたJ○たちは我慢できずに急性発情!?（11月8日、ゲッツ!!）
- 催淫オイルエステで大量に媚薬をカラダに擦り込ませ意識朦朧としている20代前半の客の巨乳を揉みまくりセックス生中出し（11月10日、ブリット）※総集編付き
- 教室でオイルマッサージ?! 部活に勤しむ清らかな女子校生がヌルヌルオイルで性感帯を敏感にさせられて悪徳エスティシャンの魔チンにイキ狂いメス堕ち! 「お願い!誰も来ないで〜!」（11月12日、FIRST STAR）
- 今、失踪した愛しい新妻の輪姦レイプ映像が DVDで送りつけられて来た…（11月13日、オーロラプロジェクト・アネックス）
- ギャルズカフェ（11月13日、ミル）
- 一般人の巨乳素人娘が、間違えて乱交OKの混浴温泉に入ってきた!待ち伏せ中のワニ達におっぱい視姦され、敏感乳首がピンコ勃ち!乳首が性感帯ということを見透かされてしまい…（11月15日、ゲッツ!!）
- 一般男女ドキュメントAV 出張先でマッチングアプリを使って出会った地元の女子大生は日焼け跡つきGカップ 中出し未経験だったから生ハメで中出ししまくった週末（11月19日、ディープス）
- 抱かれたくない男に死にたくなるほどイカされて…（11月25日、マドンナ）
- マラ喰い変態巨乳ギャル女子校生 ぶっかけヤリマン倶楽部（11月25日、デジタルアーク）
- 美尻トレーニングを始めたギャル姉の下半身に出来た汗ジミをマン汁と勘違い!発情した童貞の弟が、ガマン出来ず即ハメ激ピストン連続バック中出し（11月25日、本中）
- 僕を童貞とバカにするギャル家庭教師に射精しても抜かずの反撃ピストン!（12月1日、MOODYZ）
- 嫌いな義父に夜這いされて…（12月1日、ワンズファクトリー）
- 妻を誘拐したレイプ魔から届く12通のビデオレター（12月13日、アリスJAPAN）
- 性感帯を知り尽くした大嫌いな元カレ相手にイッてイッてイキ堕ちたソープ嬢（12月13日、MOODYZ）
- 銀河級美少女在籍 感じすぎて裏オプしちゃうおっパブ店 Vol.002（12月13日、宇宙企画）
- 銀河級美少女在籍! 社長秘書イメクラPREMIUM Vol.002（12月13日、宇宙企画）
- 褐色美尻美巨乳泡姫の極上癒しプレイ 極上泡姫 中出しソープランド ふわとろボディーに包まれて大量発射!（12月13日、AVS Collector's）
- 制服少女パンティ挑発 Vol.2（12月13日、ゲッツ!!）
- キャビンアテンダントのはじめて見る無防備なパンスト姿に大興奮! 憧れの美脚ラインがエロすぎて着陸許可なく熱いのいっぱいブッカケちゃった!! 2（12月13日、Z-MEN）
- 雑魚寝してたらボクの布団に友達の彼女が潜り込できて… 2 寝ぼけキスには彼氏のフリして応じておいて 目覚めて拒否るカノジョに「こんなに勃起させたのキミだから」とイキ声ガマンさせ何度も奥突き!（12月13日、Z-MEN）
- 部下の妻はデリヘル嬢 ギャル風の巨乳奥さんを生ハメ中出し折檻（12月13日、アクアモール）
- #ケツスタグラム ブリンブリンのデカ尻画像をSNSにアップするビッチギャルと激突きバック（12月19日、kira☆kira）※「KAHO」名義
- 全部ハメ撮り! 子宮から溢れ出す極濃フェロモンに浸り、性感と絶頂に歪む乙女の面持ちを観ながら、痺れるような極上発射を!!（12月25日、オーロラプロジェクト・アネックス）
- こんがり焼けた汗だく女上司に始発まで中出しさせられるボク。（12月25日、痴女ヘブン）※Blu-ray 同時発売
- デカマラ好きのJ○二人組にムリヤリ同行させられた弟クンのず〜っとハメまくり一泊二日温泉旅行（12月26日、SODクリエイト）
- 調教志願 中出し緊縛録 1 爆乳Gカップ（12月27日、MAD）

- 勝手にまたがる黒ギャル杭打ちピストン騎乗位（1月1日、MOODYZ）
- アナルひくひく汗汁ぐっちょり!男に股がり腰振り乱す下品な痴女の肉尻性交（1月1日、Fitch）
- 若すぎる父の後妻（1月1日、プラネットプラス）
- イケメンが熟女を部屋に連れ込んでSEXに持ち込む様子を盗撮したDVD。 136 〜強引にそのまま中出ししちゃいました〜（1月1日、熟女JAPAN）※「亜希」名義
- すんげぇぬるぬる!! ぐちょぐちょ濡れぬる媚薬パニック 今井夏帆 志田雪奈 深田みお （1月3日、プレステージ）
- 夫婦で田舎へ里帰りしたらヤリたい盛りを迎えた甥っ子のウチの嫁に対するはぁはぁ視線がヤバい（1月7日、JET映像）
- ドラレコNTR 11 車載カメラは見ていたねとられの一部始終を（1月7日、JET映像）
- SNSで見つけた本物シロウト エロい巨乳に生素股のお願い! 相手が田舎娘だから思いっきり悪事してます! vol.01（1月10日、ブリット）※「かほ」名義
- 親友の…『お姉さん』 褐色爆乳エロボディーの親友姉に誘われるまま友人宅で濃厚SEX!（1月13日、AVS Collector'S）
- テントNTR 〜キャンプで夫の上司に脅迫されてテントの中で秘密をつくってしまった寝取られ話し〜（1月13日、溜池ゴロー）[8]
- 一般男女モニタリング! VR鑑賞中の旦那30cm隣で連続中出しNTR（1月13日、はじめ企画）※「しほ」名義
- クソ生意気下着売り制服娘を監禁生姦キメパコ中出し（1月19日、kira☆kira）※「かほ」名義
- インストラクターに狙われた人妻 ―盗撮男に犯され続ける凌辱水泳教室―（1月25日、マドンナ）
- 無制限射精チ○ポの限界突破メンズエステ 手抜き無し!連続射精!追撃男潮!おまけに何度も中出しOK膣内施術ねっちょり全汁搾り取り絶頂悶絶コース（1月25日、痴女ヘブン）
- 生意気ギャルにマ○コが死ぬほどカユくなる薬を塗った結果チ○ポ掻き懇願してほじくりピストンに涎たらして激イキしたんだがwww（2月1日、MOODYZ）
- 今井夏帆の凄テクを我慢できれば生★中出しSEX!（2月1日、ワンズファクトリー）
- 寝ている間に何度も睡眠射精させる巨乳エステティシャンの一部始終 〜予約の取れないヘッドマッサージ店の実態〜（2月1日、変態紳士倶楽部）
- 奴隷誓約書（2月1日、S&Mスナイパー）
- 生意気制服ギャル 逆襲レイプ輪姦（2月7日、アタッカーズ）
- 声殺し拘束中出しレ×プ 「こんな姿見られたら人生終わりだな」と脅迫して自由を奪いサイレント鬼イカせ（2月13日、MOODYZ）
- 旦那が喫煙している5分の間義父に時短中出しされて毎日10発孕ませられています…。（2月13日、溜池ゴロー）[9]
- 幼なじみの生意気ギャルと保健室のベッドで偶然隣になり、学校サボって一日中精子枯れるまでヤリまくり!（2月19日、kira☆kira）
- 圧倒的日焼けBODY! 今井夏帆 ブチアゲSEX8時間BEST（2月19日、kira☆kira）※ベスト盤
- 美尻ギャル最高の神体 ねちっこく責められ絶頂! J●と学校サボってハメハメ! 2名10発射（2月19日、ぽかぽか）
- 新・世界一早漏男×今井夏帆の金玉がスッカラカンになるまで発射し続ける連続ぶっかけ&大量中出しSEX（2月19日、Rookie）
- ほろ酔いでまたがりキス魔に豹変した彼女の親友ビッチギャルと寝ている彼女の横でこっそり何度もベロチュー中出し（2月25日、本中）
- 媚薬を仕込まれ死ぬほど嫌いな義父に犯され中出しされた人妻（2月28日、人妻花園劇場）
- 本番禁止なのにこっそり挿入おねだりしてくる黒ギャルがいる肛門見せまくり尻パブ（3月1日、MOODYZ）
- 密着して舐め尽くす むしゃぶり唾液痴女（3月1日、Fitch）
- 恥ずかしいワキ（3月12日、レイディックス）
- 全裸オフィス巨乳OLハーレムスペシャル（3月13日、BAZOOKA）
- 黒ギャル化した従姉妹の家に1週間居候したら僕に毎晩SEXを見せつけてきて鬱勃起。7日目に筆下ろし中出しされたラッキーな思い出。（3月13日、MOODYZ）
- 合理的で絶対権力に屈しない性格の妻が腐った町内会に服従してしまった（3月19日、ミセスの素顔）
- 【ハメログ】 今井夏帆ちゃんにお酒を飲ませたらドスケベオーラがムンムンだったのでそのままハメ撮りしちゃいました!（3月19日、チキチキカマー）
- 【ドスケベ注意】ゴム嫌いの巨乳ヤリマン娘達!超生々しいハメ撮り神動画!（3月19日、チキチキカマー）
- シロウトハメ撮りch 4（3月19日、ヌキサシリーグ）
- 親不孝×NTR 昨晩家出した娘からウェイウェイ野郎共との中出し乱交ビデオが送られてきた最悪の日。（3月25日、本中）
- さすがに童貞ではないけれど、経験人数で言ったらほぼほぼ童貞のボクのところに地方都市で奔放に育った巨乳ギャル(メッチャかわいい)のイトコが宿泊したから朝から晩までSEXしまくることになってしまった(仮)（3月25日、h.m.p DORAMA）
- ぶっかけられたヨガインストラクター（3月26日、ヒビノ）
- 「しゃぶるぐらいいいじゃない?」 彼女の黒ギャルお姉さんの咥えて5分でイカせるすんごい時短フェラ（4月1日、MOODYZ）
- ヤンチャな黒尻ギャルの杭打ち騎乗位が超ヤバい!! ムラっとしたら陰キャ襲って中出し上等の種搾りイジメ（4月1日、ワンズファクトリー）
- 隣人の情婦になってしまった妻 24（4月7日、JET映像）
- 素人娘の全裸図鑑 11 今時の女の子13名が恥らいながら脱衣していく様子をじっくり撮影した、変態紳士のためのヘアヌードコレクション（4月7日、かぐや姫Pt）
- レンズに付いた精子をベロベロ舐めるメガネ顔面発射 2（4月9日、レイディックス）
- 未だに現役で母さんを抱きまくる僕の絶倫オヤジに嫁が欲情して危険日狙って中出し逆夜這い（4月11日、溜池ゴロー）
- 嫁の連れ子がまさかの黒ギャル!!おねだり上手の小悪魔ちゃんでおっぱいムギュムギュ密着で甘えてくるんですよ…（4月11日、OPPAI）[10]
- ギャルサーNTR 日焼けしたギャル男にハメられまくった衝撃の寝取られパーティー映像（4月11日、kira☆kira）
- 30日間禁欲ギャルメイド 20本のチ○ポと追撃中出しお願い大乱交（4月13日、MOODYZ）
- 娘ほど歳の離れた部下のギャルにお持ち帰りされたオヤジが目を覚ましたらそこはラブホ…もの凄い腰使いで朝まで何度も中出しさせられた。（4月19日、kira☆kira）
- 悪徳整体師の媚薬オイルマッサージが効きすぎて黒尻ブンブン追撃騎乗位中出し（4月25日、本中）
- 超高級中出し専門ソープ（5月1日、MOODYZ）
- 都合の良い俺専用おしゃぶりペット オツムは弱いがカラダ100点の言いなり女学生編（5月1日、Fitch）
- 一夫多妻制 2 大嫌いな中年オヤジと強制ハーレム中出し!（5月1日、MOODYZ）
- 教え子逆NTR 誰にも言えない。合宿で生徒に迫られ何度も中出しをしてしまったなんて…（5月7日、PREMIUM）
- 泥だらけになって一緒に遊んだ田舎育ちの幼馴染と十年ぶりに再会したら大人びたカラダになっていた。（5月7日、Befree）
- 「おばさんの私が下着を盗まれるなんて…」 4 自分を女として見てくれるというだけで人妻は発情してしまうので本当チョロい 7人全員撮り下ろし（5月7日、かぐや姫Pt）
- 渋谷から田舎にやってきた日焼け巨乳ギャル!!暇だから中年おやじ誘惑して避妊具ナシ!中出しOKの種絞りパーティー!!（5月13日、E-BODY）
- 生意気ギャルを泥酔させたらごっくんしたがりビッチに豹変そのまま中出し乱交した件。（5月19日、kira☆kira）
- 「もうイッてるってばぁ!」 状態で何度も中出し!（6月1日、ワンズファクトリー）
- 素人ナンパでセンズリ鑑賞 9 見るだけでいいんです!だからちょっと僕のチ●ポ見てもらえませんか?（6月7日、かぐや姫Pt）
- 素人なのにディルドオナニーで激しく感じちゃう一般人娘 5（6月7日、かぐや姫Pt）
- 夏だ!ギャルだ! 今井夏帆 8時間BESTだ! ヤァ!ヤァ!ヤァ!（6月13日、MOODYZ）※ベスト盤
- 今井夏帆8時間BEST（6月13日、溜池ゴロー）※ベスト盤
- SUPERパックリまんこアップ4時間SP vol.17（7月1日、サルトル映像出版）
- 発情した団地妻は夫の居ぬ間にノーブラ誘惑して汗だくで何度も交尾する説 2（7月1日、変態紳士倶楽部）
- センズリのお手伝いして下さい! 可愛い女の子に握らせて射精するまでシコらせch 9（7月10日、ブリット）
- 人妻媚薬発狂イキ 性欲爆発潮吹きオナニー Vol.3（7月15日、ロータス）
- ベロベロに酔って帰宅した巨乳ギャルが隣のオヤジの部屋に間違えて入ってきた。 同棲中の彼氏とオヤジを間違え、汗だくでまたがり子作り!（7月19日、kira☆kira）
- 風俗トゥナイト AV女優今井夏帆が噂のガチ風俗にガチ潜入! 素人さん相手に生ハメ中出し体験リポート!（7月19日、エムズビデオグループ）
- 親父の女 僕の初恋は、親父が愛する女でした―。（7月25日、マドンナ）
- パワハラ上司の最愛の娘(ギャル)のムッチリ黒尻をひたすら●す憂さ晴らしNTR（7月25日、kawaii*）
- 子供の頃から育ててくれた中年おじさんを パンチラ誘惑したあの日から黒尻ギャルは杭打ちバックで中出しさせたがり!（7月25日、痴女ヘブン）
- 全国統一小悪魔黒ギャル検定No.1 騎乗位で誘惑してくる制服女子。（7月25日、ダスッ!）
- W黒ギャルの乳首イジメが超ヤバい!! 逆3Pこねくり挟み撃ち中出し連射（8月1日、MOODYZ）
- 陰キャの僕がスクールカースト最高位のイケてるギャルに催●洗脳仕掛けてみたら成功しちゃって中出しSEXが当たり前の行為 と植え付けてメス奴隷にしてやった!（8月19日、Rookie）

- 無料マッサージ募集にすぐヤレそうなイケイケのパリピギャルをナンパ♪ 超生意気ギャルに、ちょっと性感マッサージで刺激したら連続アクメw すっかりメス犬になったところをガチハメセックスで無許可中出し♡（3月 11日、アイエナジー）
- 出張マッサージのお姉さんは出会いが無くて欲求不満!男の身体を触りながらウズウズしているのでそそり勃つチ〇ポを見せつけたら嬉しそうに咥えて来ました!（4月8日、アイエナジー）
- アナルのシワの数までハッキリわかる!ノーモザイク連続絶頂アナル見せオナニー2（6月24日、アイエナジー）
- えっちな女子校生の淫語かたりかけぐちゅぐちゅ連続絶頂スク水オナニー6（7月22日、アイエナジー）
- 非〇法ハプニングバー主催 完全紹介制!ドラッグガンギマリ・クレイジーパーリィー（12月9日、SODクリエイト）
- 既婚者限定ハプニングBBQ今井夏帆の逆セクハラに勃起したら逆NTR（12月23日、Materiall）

- 激ピストン限定即ハメ筋トレジム 〜痙攣するまでイカされ体内から美しいカラダを作る〜今井夏帆  辻井ほのか  若宮はずき（1月13日、SODクリエイト）
- 危険日直撃!!子作りできるソープランド34 今井夏帆（1月13日、Mr.michiru）
- 完全着衣 アスリートFUCK 今井夏帆 宮村ななこ（1月18日、ミル）
- 金曜日、不倫現場を年下の同僚に見られた私は… 今井夏帆（2月1日、アタッカーズ）
- 生ハメ×中出しALLオッケー!! チ●ポいじめが大好きなパリピギャルのハーレム痴女ソープ AIKA REMI 今井夏帆（2月8日、million）
- 完全着衣 コスプレFUCK 今井夏帆 宮村ななこ（2月22日、ミル）
- 女教師 蛇縛の肉体献上 今井夏帆（3月1日、アタッカーズ）
- パパ活女子の3P乱交温泉旅行 今井夏帆（3月12日、First Star）
- エッロイ小麦色の肉体! Gcupギャル 今井夏帆8時間BEST（3月15日、Fitch）※ベスト盤
- 挑発淫語で強制連射! 精液搾取おねだり痴女 今井夏帆（4月1日、ワープエンタテインメント）
- 肉感特化 オイルテカテカ騎乗位でオトコをヌキまくる巨乳ロデオ痴女（4月12日、BAZOOKA）※オムニバス作品
- 【シコり過ぎ注意】 個撮・ドスケベ娘・肉尻・ギャル・ハメ撮り（4月19日、チキチキカマー）※オムニバス作品
- 夫の会社の上司や同僚に抱かれるヤリマン嫁 寝取られ肉感ボディ巨乳尻マゾ妻 デカ乳&デカ尻を責められイキまくるM奥様 今井夏帆（4月26日、熟女はつらいよ/熟女卍）
- 射精っても止めないチンシャブ中毒女 今井夏帆（4月29日、ワープエンタテインメント）
- 女体拷問研究所 III JUDAS FINAL STAGE Story-9 狂乱の地獄回廊に慟哭する特殊部隊の女 今井夏帆（5月3日、BabyEntertainment）
- ねぇあたしのマ●コでイイコトしない? 普段出入りするbarに完全密着。プライベート素人おち●ぽハント 今井夏帆（5月10日、ROYAL）
- 最高級美女の欲しがりおち●ぽ そこらへんの小娘とSEXするなら私達に丁寧にお下品に一日中Wおま●こフェラされて朝から晩までずぅ～と金玉空っぽにされたくない? 今井夏帆 篠田ゆう（5月10日、ダスッ!）
- 都合のイイAV女優タダマンチャレンジ（5月26日、Materiall）
- ギャル拘束イキ狂いオイルマッサージ 弱みを握って友達を呼ばせる数珠つなぎアクメ（6月9日、ナチュラルハイ）※オムニバス作品
- 超密着接写 褐色逆バニーどエロビッチ 爆乳豊満ハメ狂い 今井夏帆（6月28日、AVS collector’s）
- Wギャル尻ド痴女ハーレム 巨尻に囲まれ挟まれ交互に中出し逆レイプ 乙アリス 今井夏帆（6月28日、痴女ヘブン）[11]
- 敏感乳首と早漏チ●ポを延々と生殺される寸止め射精コントロール 今井夏帆（7月1日、ワープエンタテインメント）
- 一人旅で狙われた乳房 レズビアンいいなり温泉旅行 今井夏帆レズ解禁!! 今井夏帆 八乃つばさ 宮村ななこ（7月12日、ビビアン）
- 絶頂輪廻の高層椅子 2  暴れても逃げられない! 深き淫唇の奥から狙う昇天悪魔（7月12日、Baby Entertainment）※オムニバス作品
- 熟れた肉体の奥様を盗撮 昏睡レイプ 強制ハメ撮りで中出し 今井夏帆（7月19日、カルマ）
- 唾液ダラダラ顔面deep舐めフェラチオ（7月21日、Materiall）※オムニバス作品
- 挑発面接室 今井夏帆（7月29日、ワープエンタテインメント）
- 艶姿浣腸 私はにいさんの永遠奴隷 今井夏帆（8月2日、アタッカーズ）
- マブダチとレズれ! in みなとまち 松本いちか 今井夏帆（8月23日、レズれ!）
- まるっと! 今井夏帆（9月5日、プラネットプラス）※ベスト盤
- THEドキュメント 本能丸出しでする絶頂SEX ドエロ淫語で男を責めるGcup痴女イキまくり乱交快楽狂い 今井夏帆（9月6日、美人魔女/エマニエル）
- 媚薬BDSM 強力媚薬とぶっかけで快楽淫ら狂い 媚薬調教File18 人気キャバクラ店の上位ランカー嬢21歳 今井夏帆（9月13日、AVS collector’s）
- 拘束絶頂 ～身動きが取れない状況で痙攣イキするえっちなオマ○コ 今井夏帆（9月16日、MAXING）
- M男ってチョロくない!? アナル見せつけギャルはW尻ビッチ 浜崎真緒 今井夏帆（9月20日、Fitch）
- 予約半年待ちリピ率100％ 某メンズエステ店 密室 × 密着 イキ過ぎた禁断サービス 6（10月7日、DOC）※オムニバス作品
- 入院生活が長すぎて無防備な新人ナースのぱつぱつスケパン尻で毎日勃起してしまう僕 2（10月13日、LEO）※オムニバス作品
- 道玄坂ワイルドワンクリニック 今井夏帆（10月20日、WildOne）
- HYPER FETISH 誘惑バニーガールはドスケベ小悪魔痴女 今井夏帆（11月22日、デジタルアーク）
- 出会い系レズアプリで知り合った小悪魔女子●生がデカパイ既婚OLを媚薬で犯すレズ姦ホテル24時間 渚みつき 今井夏帆（11月22日、レズれ!）
- チュルチュル素人 クラブでナンパしたGカップ黒ギャル かほ（11月27日、First Star）
- 欲求不満を隠せない絶倫性欲ギャル叔母さんの無自覚デカ尻トラップに誘惑され我慢できず何度も中出しした。 今井夏帆（12月6日、LUNATICS）
- チクビアン 5  ビンビン乳首こねくりレズ性交（12月27日、レズれ!）※オムニバス作品

- 女教師レズビアン雌奴隷 ～悪魔のような後輩女教師の微笑みマゾ調教～ 今井夏帆 弥生みづき（1月10日、ビビアン）
- 神パンスト 制服ロリ美○女の美脚を包んだ生ナマしいパンストを完全着衣でムレた足裏からつま先を味わい尽くす 今井夏帆（1月12日、親父の個撮）
- パコ撮りNo.78 「ヤリマンかな♡ エロくない人は嫌っ!」というシャワー待ちでオナニーし始めちゃうドエロな黒ギャルJ● ナマ挿入を「ま、いっか♪」って受け入れたので連続中出し!（1月12日、First Star）
- ゴミ集積場でタイトワンピが透けすぎてパンツが丸見え状態の奥さんと2人きり! 無意識に誘惑してくる透けパン尻がエロすぎるので今から即ハメします。VOL.3（1月12日、DANDY）
- 女体フェチ図鑑6完全全裸99人（2月14日、グローリークエスト）
- THE FIRST ANAL SEX 今井夏帆（3月7日、アタッカーズ）
- 変態ヤリマン輪姦肉便器 今井夏帆（3月14日、AVS collector’s）
- 野外絶頂 露出で目覚めていくマゾ性癖 今井夏帆（4月25日、AVS collector’s）
- 雌奴隷を喰む母娘 罠に嵌った潜入捜査官の生き地獄 狂気女系一族 大蟷螂家奇譚 今井夏帆 河南実里 神納花（5月2日、アタッカーズ）
- 縄酔い人妻 淫らな性癖に憑りつかれたマゾ妻 今井夏帆（5月9日、AVS collector’s）
- 常に性交ビキニマッサージ 10  10周年記念! Fカップ以上の至極のS級スタイルセラピスト6名 × 8コーナーで癒されつくす! 4時間半ぜ～んぶ撮り下ろしの豪華版超ロングSP編（5月11日、SODクリエイト）
- 数珠つなぎナンパ GAL × SEX（5月16日、素人まっちんぐEX/妄想族）
- 挟みたくなるなるすけべな太ももコキ 3  ムチムチボディの5人の淫乱ミニスカ痴女!（5月23日、かつお物産/妄想族
- MILU-バニーガール アメイジング（7月18日、ミル）
- ブラック・ドクター アヤコ アナルの快楽に堕ちた闇医者 今井夏帆（8月1日、アタッカーズ）

### アダルトVR
- 密室で抵抗も虚しく無慈悲に…【黒ギャル恥辱編】 「お前マジかよ…何してんだよ…そんなとこ嗅ぐなよ…あっ…やっマジ無理…もうやめっ!はやく抜いて…もうやめて…やめろってホント…!」褐色の美しいカラダを貪る!（6月1日、ブイワンVR）
- 制服見学店を完全再現 マジックミラー越しにアナタの目の前に超接近! 至近距離でパンチラ・胸チラ・疑似フェラ&セックス!（6月27日、kawaii*）
- 目の前に広がる美アナル大図鑑 ―超接写丸見え恥じらいヒクヒク美尻アナルVR―（8月2日、こあらVR）
- 青春時代にカムバック!ドキドキ卒業旅行VR 女子風呂で生着替え&洗い合いっこ覗き見※僕だけ捕まってお仕置きハーレムフェラ!? 呼びだされて胸キュン告白!二人きりでイチャイチャのはずが…お祭り騒ぎで大乱交しちゃった1泊2日（8月7日、kawaii*）
- 乳もみオイルエステ 〜今井夏帆の褐色デカ乳をひたすらもみ続けるVR〜（8月9日、CASANOVA）
- Gカップ日焼け美女が真夏の車内で汗ダク灼熱中出しカーSEX（8月10日、こあらVR）
- ボクだけ特別、本番OK!おっパブ嬢 2 前作以上に巨乳ちゃん&美人が勢揃い! しかも超レアな上京したての純朴うぶ系メガネ嬢も入店! 他の客には本番どころかキスもNGのおっパブ嬢がハッスルタイムで暗くなった隙にパンツごとぐいぐいマ○コにめり込むフル勃起チ○ポに大興奮!周りを気にしながら耳元で「特別だからね‥ナイショだよ♡!」とささやたと思いきや、たっぷり濃厚ディープキス!さらに「バレないうちに挿れちゃって♡」とドスケベ腰振り生マ○コで抜いてくれました!（8月14日、Hunter）
- 黒ギャル+オイル=最強説（8月22日、KMPVR-bibi-）
- 噂のマジックミラー制服見学店の裏オプスペシャル 制服少女8人がモロ出し生ま●こを至近距離で押しつけプレス!（8月22日、kawaii*）
- 顔舐め手コキVR 2（8月29日、KMPVR）
- 出張先で会社の先輩と相部屋に! 以前からパコりたいと思っていたクソ生意気な入社1年目の巨乳部下に媚薬をブチ込んで3発中出し制裁!!（9月6日、こあらVR）
- 禁断!絶倫ギャル姉による騎乗位筆おろし 〜童貞弟のチ●ポが空っぽになるまで腰を振り続ける強制連続中出しセックス〜（9月20日、CASANOVA）
- これからこの娘をハメ撮ります。 体育会系パイパン巨乳 かほ（9月25日、CRYSTAL VR）
- 開始1分で予約待ち状態になる超人気の日焼け巨乳デリヘル嬢!! 「たくさんサービスしてこいって言われたから…」と締まりのいいマ○コで当たり前に本番を許す神性欲娘!!（9月26日、KMPVR）
- 余命宣告された部活のマネージャー夏帆と、一緒にインターハイを目指した学生最後の夏 〜二人の愛は時を超えて〜（9月28日、KMPVR-bibi-）
- 生ハメ中出し 「お客様だけ特別ですよ♡」 本番禁止のOILマッサージ店で寸止め焦らし究極密着肉感エステサロン!!（9月28日、こあらVR）
- 美容師 かほさん 21歳（10月3日、SODクリエイト）
- 競泳水着VR（10月16日、KMPVR）
- 誘惑♡美容室 今井夏帆（11月4日、ドリームチケット）
- 女部族ノ交尾儀式VR 未来繁栄の生贄となった（11月7日、SODクリエイト）
- 超時短強●中出しレ×プVR 日焼けあとがエロすぎるスク水ギャルを保健室で好き放題無理やり強●中出しレ×プできるVR（11月18日、SODクリエイト）
- 【ぷるん】【ボイン】【たゆん】 激パイ揺れVR 人気有名女優9名の揺れる爆乳・巨乳を眺めてストレス解消!（12月19日、SODクリエイト）
- buz流メリークリスマス! 確率100万分の1!? うっかり当選しちゃった僕の元に訪れた水着跡がまぶしいエロサンタ!（12月20日、VR buz）
- ゴム無いと言ったら簡単に生ハメできた小麦肌J○ちゃん 【中出し】 ヌルテカ乳揉みと左右乳首同時吸いと超接近アナルと生チ○ポでイキまくるグラインド対面座位と距離感最高の目の前オッパイ騎乗位と日焼け尻を突きまくるバックと超・覆いかぶさり正常位（12月25日、アリスJAPAN）
- 視点移動VR 生徒の目の前で中に出されて…（12月27日、おっぱいめっちゃゴールド）

- 「アンタ本当に童貞…!?」 童貞のボクが町一番のヤリマンに筆おろしされたにもかかわらずガムシャラ追撃ピストンでイカセまくる!（1月2日、kira☆kira）
- VR無理 未満式巨乳弄びAV面接（1月10日、未満）
- おっぱいチューチュー 授乳手コキVR（1月15日、Rookie）
- 「お姉さんオイル塗りましょうか?」 プールで見つけたギャル集団に持って来た媚薬オイルを塗りまくってキメパコ4PSEX（1月16日、kira☆kira）
- 今井夏帆 エステ嬢 夏帆が魅せる! 4 中出し可能なドスケベマッサージ店!オイルで輝く褐色ギャルの身体をじっくり堪能できるSPコース（1月27日、ブイワンVR）
- 一度は味わってみたかった幼馴染との淡く切ない青春ストーリー 超美形小麦色ストリート系幼馴染と色白おっとりロリ系幼馴染。タイプの違う2人があなたの幼馴染。そして2人ともあなたのことが大好き！…どちらか1人と付き合うとしたら? あなたはどちらを選びますか?（3月9日、Hunter）
- 男を喰い物にする痴女バイター かほさん 22歳 Gcup 趣味SEX（3月18日、KMPVR）※「かほ」名義
- 混沌の街でエロく輝く伝説の不夜城が日本上陸!! 業界激震レベルの無敵キャストが集う史上最高のSexy Bar（3月25日、KMPVR-bibi-）
- buz流 妹の友達! 金の無心にやってきた妹の友達 夏帆ちゃんをやりたい放題!（3月25日、VR buz）
- 結婚初夜に童貞喪失! デカ乳新妻が優しくエッチを教えてくれた… 初体験のキス/オッパイ揉み/フェラで大暴発! 肌が触れ合う濃厚密着SEXで何度も膣内射精!（4月1日、V&R PRODUCE）
- 【悪徳エステティシャン体験VR】 媚薬ドリンクを服用したデカ乳ご無沙汰妻は高級オイルマッサージで感度急上昇! 恥じらう奥さんを強引にベロキス/オッパイ揉み/指マン/クンニ/イラマチオ! 生チ○ポ挿入すると全身痙攣しながら何度もエビ反り絶頂!（4月7日、V&R PRODUCE）
- デカ尻ギャルの挟み撃ち杭打ち逆3P（4月17日、kira☆kira）
- 付き合ったばかりの彼女と朝から晩までずっとSEXした一日。 休日、夏帆と中出しする日。（5月14日、本中）
- 下着メーカーの社長になれるVR Vol.2 『一番エロい女性をわが社の専属モデルにします」と募集して職権乱用ハーレム4Pセックス（5月15日、変態紳士倶楽部）
- 借金妻NTR体験VR 黒ギャル巨乳人妻と色白の美尻人妻の2人と借金返済4Pしたボク（6月16日、変態紳士倶楽部）
- 天井特化アングルVR ～仕事がない、お金もない、でも僕には夏帆がいる～（9月2日、KMPVR-bibi-）
- REAL15周年記念企画! 射精管理スペシャルVR!! 今井夏帆 蓮実クレア 里美ゆりあ（9月16日、REAL）
  - REAL15周年記念企画! 天井特化アングルVR ～射精管理 今井夏帆編～（12月21日、REAL）- 「REAL15周年記念企画! 射精管理スペシャルVR!! 今井夏帆 蓮実クレア 里美ゆりあ」から、今井夏帆パートを単体リリースしたもの。
- 酔いつぶれた巨乳ギャルとナンパ即ハメ 個室居酒屋でバレないようにナマ姦性交 今井夏帆（10月9日、ワープエンタテインメント）
- 【実話再現VR】閉店後のマッサージ店で黒ギャル店員と店内でプライベートセックスしたっていう実際にあった話 今井夏帆（11月13日、CASANOVA）
- 態度のデカい幼馴染のイジメっこギャルを巨大化させて全裸羞恥VR 大きくなりすぎて… 身長40mに!? 今井夏帆（11月23日、SODクリエイト）

- 妻が黒ギャルでデカ乳とデカ尻が最高過ぎて朝から晩までSEXが止まらない! イキ狂うまでイキます!! 黒ギャル美尻巨乳妻 今井夏帆（2月10日、P-BOX VR）
- 「家出したの? じゃあウチうちにくれば」 雨に濡れた見知らぬボクを優しいSEXで慰めてくれたおせっかいお姉さん 今井夏帆（6月1日、RADICAL）
- 何時何処にいても呼べばすぐに駆け付ける 俺の穴奴隷ギャル3号 今井夏帆（6月13日、KMPVR）
- 教え子ギャル生徒2人がヤルことなくて担任の僕をからかい誘惑 おっぱいポロリ 教師失格ギンギン大勃起!! 理性ぶっ飛び、気付けば交互に種付けセックスVR 今井夏帆 美園和花（6月25日、E-BODY）
- エリア最強No.1! 池袋ギャル系ピンサロ「ぎゃる＆ぴ～す」新人のあの子や人気No.1のあの子も通えば裏オプ間違いなし!? 花びら回転で抜きまくりヤリまくりの生本番!（6月25日、TMA）
- 全身性器 極嬢生ソープ 無制限発射 最高級の無限快感を貴男に… 今井夏帆（7月2日、KMPVR-bibi-）
- 泥酔するまで泡盛一気飲みでハッチャケちゃったアナタ。那覇のミニスカポリスが取り調べ! 隠し持った媚薬を飲んだ今井ポリスが全身火照りまくり! 痴女化してアナタの下半身を徹底的にチェックする…! 今井夏帆（8月31日、PREMIUM）
- ノーモザイクパイズリ射精VR 5人の乳テクで気持ちよすぎる連続発射（9月7日、RADICAL）※オムニバス作品
- 褐色の肌とGカップバスト 健康的黒ギャル美女 今井夏帆COMPLETE SPECIAL BEST（11月17日、KMPVR）※単体ベスト
- 競泳水着 尻揉みイキVR（12月29日、KMPVR）※オムニバス作品

- 覆いかぶさり正常位SEX【極みアングル】14人完全撮りおろし（2月25日、こあらVR）※オムニバス作品
- 非○法ハプニングバー主催 完全紹介制! ドラッグガンギマリ・クレイジーパーリィー 今井夏帆 朝倉ここな（3月2日、SODクリエイト）
- セックスを面倒くさがる夫と中出しされて妊娠したい奥様 今井夏帆（3月24日、Mr.michiru）
- 【時間無制限! 発射無制限!】 人気&リピート率No.1【美巨乳GカップGAL】が完璧ご奉仕! 凄テクじゅぼフェラと超絶腰振りで【口内発射2発・中出し3発】ゴムNG! 子作り孕ませOK! 高級ソープ 今井夏帆（4月11日、こあらVR）
- 【悪徳マッサージ】無料サービスに騙されたGcup美巨乳美女が日本未承認【超強力媚薬】で性欲モンスターに豹変!【潮吹きイキ・エビ反り絶頂】連発の早漏オンナと【挟射・顔射・中出し】キメパコSEX 今井夏帆（5月13日、こあらVR）
- 乳首だけでイケるように開発して?（8月11日、KMPVR）※オムニバス作品
- 【脚フェチルーズソックス特化VR】 15人完全撮りおろし（9月9日、こあらVR）※オムニバス作品
- TSF女体化で絶頂イキしてみませんか?（11月18日、KMPVR）※オムニバス作品
- 家を飛び出して僕のボロアパートにやってきた兄貴のギャル嫁。 クーラーが壊れた熱帯夜で薄着姿の義姉に欲情してしまった僕は、汗だくになりながらセックスを楽しんだ!! 今井夏帆（12月15日、SODクリエイト）
- デカ尻制服ギャルのぶるんぶるん揺らす腰振りで何度も射精されちゃった既婚者のボク…VR  2SEX長尺160分12射精 今井夏帆（12月27日、痴女ヘブン）

- 黒光りGcupオッパイ × ベロテクで指導 痴女ギャルトレーナーの射精サポートレッスン 今井夏帆（1月28日、KMPVR）
- デカ尻の重みを貴方の顔面に一点集中。大きなお尻に踏まれたい。（3月13日、KMPVR）
- イキギャル 素行の悪い生意気ギャルに媚薬を使って感度MAX!! すぐイっちゃう従順ドM化させた話 今井夏帆（3月24日、KMPVR）
- SUPER ’WET’特選美女爆汗プレミアム一番搾り 美女の汗は飲み物です 最後の一滴まで飲み干す快感（5月4日、KMPVR）
- 今井夏帆を完全攻略8K高画質2SEX SPECIAL!!（5月31日、レゾレボVR）
- 見下されバカにされながらながら受ける 電気あんま（7月22日、SPICY VR）

### アダルト配信
- 【日焼けギャル】20歳【美巨乳 & エロ尻】かほちゃん参上! 最低週1は日サロに通う彼女の応募理由は『私、ヤリマンなんですけどAVくらい出てないと本当のヤリマンとは呼べないかなって♪』 ぶっ込んできた【ヤリマンギャル】経験人数は800人以上! 【レズ.3P.4P.乱交】は当たり前! デニムのショートパンツからはみ出るエロ尻! 脱げはGカップ巨乳! 【凄技フェラチオ】は必見! エロ乳揺らしまくってイキまくりの日焼けギャルSEX見逃すな! かほ 20歳 ラーメン屋 (アルバイト)（4月23日、ARA）
- 今井夏帆×SUKESUKE #002 注目のギャル系新女優が全シーン完全着衣SEX（4月25日、SUKESUKE）
- マジ軟派、初撮。 1326 「正直… イキにくいんです…」 チャラい見た目と裏腹に経験人数少なめなパパ活ギャルをお金で引っ掛ける! 美巨乳と美尻をぶるんぶるん揺れて、ねっとり絡むパイパンマ○コをガン突きしまくり! ハメまくりの巻!!! ※居酒屋でバイト 夏帆 21歳 大学生（4月25日、ナンパTV）
- 【初撮り】ネットでAV応募→AV体験撮影 981 ニートだけど小麦色の肌に大勢のセフレ! 揺らせGカップ! お小遣いを稼ぐためにッ!! みか 19歳 ニート（6月8日、シロウトTV）
- パイパンGcup 19才ビッチ娘☆全裸SEX1回＋制服SEX1回＝キンタマ空っぽ絶頂SEX2連発! 夏帆（6月27日、ミッドナイト☆スカウター）
- 褐色G巨乳の押しに激弱ギャル! ヤリもく男のドタキャンで暴発寸前の性欲ドM爆弾を緊急処理せよ!! ショッキッングイエローのエロ下着は褐色ダイナマイトボディ映え最強!! 叩いて濡れる変態マ◯コ! 首絞めファックで締りアップ最高っす!!：いくらでラブホ No.039 強気なナリした押しに激弱系の褐色美ギャル (ドM) かほ 20歳（6月30日、プレステージプレミアム）
- レオナ（7月1日、おっぱい研究所）
- 深夜のプールで小麦色天然巨乳ギャルとハメまくる! Gカップ巨乳×パイパンおマ○コ×プリプリ桃尻! どれもこれも美しい! まさにブラックダイヤモンド! 水中でお互いの性器を弄り合い濃密ベロチュウ! SEX in the プール! 女体が仰け反る! 超高速ピストンで限界突破の絶頂体験!! かほぴん 大学生（7月15日、プレステージプレミアム）
- かほ（7月19日、シロウト急便）
- 夏帆（7月26日、はめチャンネル）
- 肉欲そそる魔性のエロボディ! ガチ焼けヤリマン黒ギャルは顔良し、引き締まった体良し、柔モチG乳良し、ヌルテカスベスベ美尻良し、ツルツルパイパン良し、マ○コの締まり良し!! 渋谷区で見つけたゴルフにハマるスポーツ好きギャルかほちゃん令和元年No.1黒ギャルキターー!【東京23区パコる女達】ゴルフにハマる女 かほちゃん 20歳 大学2年生（8月4日、プレステージプレミアム）
- まやさん 20歳 Gカップパイパン女子大生 【ガチな素人】（8月7日、E★ナンパDX）
- かほ（8月16日、俺の素人）
- セックス大好きGカップのギャルナースが痴女騎乗位で童貞患者を筆おろし 「ま●こにすっごいザーメン入っちゃってる♪」 かほ（9月13日、しろうとまんまん）
- 【湘南G乳ギャル × 絶頂トランス】 キュイン♪湘南海物語で圧倒的スペック大量出玉フォォオゥ! 黒光りするG乳まさにブラックパール! 絶頂の確変突入「イクイクイクゥゥゥ」 5連? まだまだぁ～10連? まだまだぁ～止まらない絶頂ループ♪ ホテルに入った時にはパイパンマ●コだだ濡れでしたの巻 【ギャルしべ長者 5人目 ももちゃん】（9月14日、Jackson）
- かぽねる (18)（9月20日、しろうとまんまん）
- かほち【Gカップ】野外とびっこ羞恥プレイ【褐色ギャル】（10月5日、しろうとまんまん）
- Kさん（10月9日、ゲリラ）
- かほりん（10月10日、俺の素人）
- かぽねる (18) 2（10月12日、しろうとまんまん）
- あやぽん（10月26日、シロウトHouse）
- Kaho（11月6日、俺の素人）
- カホ（11月29日、％OFF）
- かほ（11月29日、％OFF）
- カホ 20歳（12月13日、エチケット）
- かほ（12月13日、巨乳エクスプレス）

- ちあき（1月20日、アイドリ）
- かほ（2月28日、ネイキッドラプソディ）
- 夏帆（2月28日、いきなりシロート）
- 夏帆（3月11日、俺の素人）
- ゆうり & かほ（3月26日、俺の素人）
- かほ（4月11日、パコッター）
- かほ 2（4月11日、パコッター）
- カホ（4月15日、YARITUBE ～ヤリチューブ～）
- かほ  日焼けギャルと5ハメ & 3中出し クッキリ日焼けがエロさを倍増! 無我夢中でザーメンを注ぐ!!（4月21日、おっぱいちゃん）
- ルカ（8月13日、いんすた）
- ルカ 2（8月23日、いんすた）
- Gカップ鬼ギャル!! 自粛払拭の性の狂乱プールパーティ!! 男3人!! チ○コ3本を豊満G黒光り神ボディでコキコキしまくり!! 酒!! チ○コ!! マ○コ!!のまさに酒池肉林!! これ以上は説明不要!! AV男優の電話帳 No.040 KAHOちゃん（8月28日、プレステージプレミアム）
- ブラックダイヤモンド美巨乳ギャル来院!! オイル映え満点!! 揉み応え満点!! 感度も上の上!! 令和のマキシマム抱き狂いたいギャル部門ぶっちぎり1位のド迫力ヌルテカオイル施術ここに見参!! 今井さん 19歳 近所に住む美巨乳黒ギャルフリーター!! 実母!?の勧めでマッサージに!!（9月19日、プレステージプレミアム）
- G乳黒GALは日本の宝!? 百戦錬磨のガチヤリマンのデカ珍狩り!! 本能解放で外でも!! オーディエンスお構いなくパクリとディープスロート!! 個室では乙女な一面の恥じらいイチャイチャからのワイルド騎乗位…!! 最&高!! ヤリサー女子No.7 かほ～ぱい♪ 21歳 ジムに通って自分磨き & 男漁りするGカップ黒GAL!!（9月29日、プレステージプレミアム）
- かほ（10月8日、横浜かまちょ）
- かほ（10月12日、ときわ映像）
- かほ（10月29日、おっぱい先生）
- カホ（11月6日、ゲリラ）
- 【配信専用】最高の搾精美女による手コキ祭 vol.02（12月4日、MAGIC）※オムニバス作品
- カホ（12月26日、れいわしろうと）

- かほさん（1月30日、シロウトさん）
- 【配信専用】全裸カタログ Vol.4（2月5日、MAGIC）※オムニバス作品
- かほ 3（2月24日、パコッター）
- かほ 4（2月24日、パコッター）
- かほ（3月5日、フライデー）
- かほさん 3（3月27日、俺の素人）
- かほ嬢（4月5日、ゲリラ）
- かほ（4月15日、俺の素人）
- マホ & うらら（5月2日、いんすた）
- かほ（5月13日、ビッチガール）
- うらら（5月13日、いんすた）
- マホ（5月20日、いんすた）
- 【褐色肌ギャル若妻×裏風俗】埼玉から奇跡の美パイパン黒GAL奥様が襲来☆肉付き最高なドスケベBODYに中出し & 手マ○コで2連発!! ゆみ（6月27日、まんまんランド）
- 黒ギャル中出し!? ドM!? 爆乳ギャルを巨根で突いて膣内大量射精 今井夏帆（7月6日、NAGOYAか円光）
- あーりん（9月2日、ION ヨアソビ）
- まい 2  G乳(カップ)ギャル娘とバリッバリの2ハメ6発射 淫乱娘 汗だくでチ○ポを貪る!!（10月8日、おっぱいちゃん）
- まい 3  水着巨乳ビッチ 制欲お化けギャル美少女 「まだ勃つでしょ? もっとセックスしよw」（10月22日、おっぱいちゃん）
- かほ（11月23日、おっぱいちゃんず）

- かほchan（1月4日、素人まっちんぐ）
- スイカ（1月12日、素人ホイホイsweet!）
- イケイケお姉さん #48 かほ 中年オヤジ二人組と超敏感美少女のパコパコ旅行（3月17日、イケイケお姉さん）
- KAHO（4月1日、俺の素人）
- 友達終了のお知らせ 保志健斗 今井夏帆（5月6日、COCOON）※女性向け作品
- むっちりグラマーなおっとりカノジョとイチャラブ同棲はじめました『これからは毎日、いっぱいい～っぱいエッチしよ♪』 長瀬広臣 今井夏帆（6月9日、ムラっch）※女性向け作品
- 止まらない連続絶頂 禁欲でエスカレートするイッてもイッても止められない性豪達のエンドレスオーガズム 長瀬広臣 今井夏帆（6月23日、カゲキっch）※女性向け作品
- 【エロのスジガネ NO.17】【普段はサクッと外でヤる女】コリドー、横丁、クラブで弱いお酒を片手に大好物を欲する責められ好き! 口マ●コも奥! 膣マ●コも奥!! 奥をこよなく愛するスジガネ入りの変態さんw 見つけたチ●コはジュニア級からヘビー級まで最後まで楽しむ♪ホテルIN前から濡らし、乱れるのは確定です!! 夏の夜はヨダレ汁まみれでセックス三昧!!! ういか 21歳（7月8日、SUKEKIYO）
- KAHO（10月7日、鉄人2号さん）
- 「大きいお尻で潰してあげる♡」 敏感エロ尻中出しホールド 今井夏帆（11月16日、BonキュンBon）
- 【プールだよギャル大集合!! 3時間越え大ボリュームSP!!】屋外でクンニ昇天!! ベッド上でも噴水潮吹きマ○コギャルズとガチンコSEX!! クンニでも潮吹く敏感ケイレン白ギャル黒ギャル!! スレンダー!! 巨乳!! なんでもござれの最強ギャル4名が集結!! 野外フェラでも射精寸前させる強オフェンス!! ディフェンスは激ヨワの激潮連発ギャルズのでケイレン連続絶頂4本番を同時収録!! ひなちん! みつきん! かほ～ぱい! ランカちゃん! GALビッチ4名大集合で性欲爆発SP!!（12月30日、プレステージプレミアム）

- 【しっとり系キャラを被った爆乳デカ尻メンエス嬢! ほぼ下着のような恰好であちこちをチラ見せ焦らしサービス!】 最初からパンツ見えてるミニスカートという出で立ちで客に跨りお尻密着マッサージ。ムダとも思える動きでオッパイもやたらに触れてくる。鼠径部を刺激しパツパツになった紙パンツを剥ぎ取ると… オッパイや手指でこれでもかとチ●ポ集中治療! いきり立ったソレを自ら騎乗位で押し込み上下運動! オイルで滑らかになった美ボディに思わず滑り込み中出し! なつほさん / プルップルな肉感マッサージでまずは客の下半身を掴むあざとエロ施術師（1月27日、ドキュメントdeハメハメ）
- 【三軒茶屋】岡田さん【インストラクター】（2月21日、はめちゃん。）
- 【日焼け跡エロすぎww】真夏の海で水着ナンパ！最初はガードの堅かったクールな褐色ギャルが陥落!! Gカップ巨乳とヨガで鍛えられた健康的ボディを堪能しまくって生中出し!! ひなた（3月27日、まんまんランド）
- かほ（8月22日、ピクチン）

### イメージビデオ
- 言いなり部屋 02 今井夏帆（2019年10月1日、未満）
- 恵比寿で見つけたスケベな黒ギャル（2020年1月31日、スパイスビジュアル）※「池田沙良」名義
- お気に召すまま 今井夏帆（2022年4月23日、Superlative）
- Glorious 今井夏帆（2022年5月1日、ファインピクチャーズ）

## 書籍・出版物

### 写真集
- さざなみ 今井夏帆写真集（2022年4月25日、ジーウォーク、撮影：太田清隆）ISBN 978-4-86717-411-1

### デジタル写真集
- トリプルHAPPYキャンペーン 2021 電子ふぉとぶっく（2021年9月3日、FANZA BEAUTY COLLECTION）- 複数モデル出演の撮り下ろしデジタルフォトブック。
- れいむ 今井夏帆 vol.01～vol.08（2022年5月27日、ジーウォーク、撮影：太田清隆）
- トリプルHAPPYキャンペーン 2022 電子ふぉとぶっく（2022年9月2日、FANZA BEAUTY COLLECTION）- 複数モデル出演の撮り下ろしデジタルフォトブック。

### 雑誌
- 月刊ソフト・オン・デマンド 2022年1月号 VOL.28（ソフト・オン・デマンド）- 撮り下ろしグラビア

## 製品

### アダルトグッズ
- マジ肌 尻ホール 今井夏帆（2020年4月30日、KMP(YUIRA)）[12]
- 鬼フェラホール 今井夏帆（2021年9月30日、KMP(YUIRA)）[13]本人コメント - YouTube
- 天使爛漫 今井夏帆（2020年10月31日、KMP(YUIRA)）[14]
- KMP PREMIUM HOLE プレミアムホールDX 今井夏帆（2020年11月30日、KMP(YUIRA)）[15]